# Oxymacaria cremnodes
Oxymacaria cremnodes là một loài bướm đêm trong họ Geometridae.